# Eleição municipal de Guaratinguetá em 2012
A eleição municipal de Guaratinguetá em 2012 aconteceu em 7 de outubro de 2012 para eleger um prefeito, um vice-prefeito e 11 vereadores no município de Guaratinguetá, no Estado de São Paulo, no Brasil. O prefeito eleito foi Francisco Carlos, do PSDB, com 24,64% dos votos válidos, sendo vitorioso logo no primeiro turno em disputa com três adversários, Miguel Sampaio (PSB), Argus Ranieri (PMDB) e Dr. João Carlos (PT). O vice-prefeito eleito, na chapa de Francisco, foi Dr. Rogério (PR).
O pleito em Guaratinguetá foi parte das eleições municipais nas unidades federativas do Brasil. Guaratinguetá foi um dos 702 municípios vencidos pelo PSDB; no Brasil, há 5.570 cidades.
A disputa para as 11 vagas na Câmara Municipal de Guaratinguetá envolveu a participação de 217 candidatos. O candidato mais bem votado foi Dr. Regis Yasumura, que obteve 2782 votos (3,17% dos votos válidos).

## Antecedentes
Na eleição municipal de 2008, Junior Filippo, do DEM, derrotou o candidato do PV Marcelo Ortiz e Laércio Andrade do PSDB já no primeiro turno, uma vez que apenas cidades com mais de 200 mil habitantes tem possibilidade da disputa ser levada ao segundo turno; o que não é o caso de Guaratinguetá. O candidato do DEM foi eleito com 74% dos votos válidos, em 2008.

## Eleitorado
Na eleição de 2012, estiveram aptos a votar 87.686 guaratinguetaenses , o que correspondia a 74% da população da cidade.

## Candidatos
Foram quatro candidatos à prefeitura em 2012: Francisco Carlos do PSDB, Miguel Sampaio do PSB, Argus Ranieri do PMDB e Dr. João Carlos do PT.
| N.º | Candidato(a)     | Vice            | Partido | Coligação                                                                   |
| --- | ---------------- | --------------- | ------- | --------------------------------------------------------------------------- |
| 13  | Dr. João Carlos  | Ernesto Quissak | PT      | "Guaratinguetá-Uma cidade para todos" (PT/PPL/PT do B)                      |
| 15  | Argus Ranieri    | Marcio Rocha    | PMDB    | "Renovação" (PMDB/PSDC/PHS/PRP)                                             |
| 40  | Miguel Sampaio   | Dr. Calé        | PSB     | "O futuro que a gente quer" (PRB/PP/PDT/PTB/PSL/PSC/PPS/DEM/PTC/PSB/PV/PSD) |
| 45  | Francisco Carlos | Dr. Rogério     | PSDB    | "A Guaratinguetá que a gente quer" (PTN/PR/PRTB/PMN/PSDB/PC do B)           |

## Campanha
O tucano, que já foi prefeito de Guaratinguetá por dois mandatos, contou com o apoio do governador Geraldo Alckmin em campanhas publicitárias e focou o desenvolvimento econômico da cidade. O tucano tem a intenção de criar um novo polo industrial na cidade e modernizar o mercado municipal
"Nós pretendemos ampliar os cursos na Emetep, na escola técnica existente na prefeitura municipal. Pretendemos implantar um novo pólo industrial em Guaratinguetá. Transformar o nosso mercado municipal em um moderno centro comercial”. Ele começou a vida pública em Guaratinguetá como vereador e foi eleito prefeito em 1996, sendo reeleito na eleição seguinte.

## Resultados

### Prefeito
No dia 7 de outubro, Francisco Carlos foi eleito com 27,23% dos votos válidos.
| Candidato(a)            | Vice                   | 1º Turno 7 de outubro de 2012 | 1º Turno 7 de outubro de 2012 |
| Candidato(a)            | Vice                   | Votação                       | Votação                       |
|                         |                        | Total                         | Porcentagem                   |
| ----------------------- | ---------------------- | ----------------------------- | ----------------------------- |
| Francisco Carlos (PSDB) | Dr. Rogério (PR)       | 17.786                        | 27,23%                        |
| Miguel Sampaio (PSB)    | Dr. Calé (DEM)         | 16.091                        | 24,64%                        |
| Argus Ranieri (PMDB)    | Marcio Rocha (PHS)     | 15.928                        | 24,39%                        |
| Dr. João Carlos (PT)    | Ernesto Quissak (PT)   | 15.504                        | 23,74%                        |
| Total de votos válidos  | Total de votos válidos | 65.309                        | 91,01%                        |
| Votos em branco         | Votos em branco        | 2.957                         | 4,12%                         |
| Votos nulos             | Votos nulos            | 3.492                         | 4,87%                         |
| Total                   | Total                  | 71.758                        | 100%                          |
| Abstenções              | Abstenções             | 15.928                        | 18,16%%                       |
| Votos apurados          | Votos apurados         | 71.758                        | 100%                          |
| Total de eleitores      | Total de eleitores     | 87.686                        | 100%                          |

### Vereador
Dos onze (11) vereadores eleitos, dois (2) eram em 2012 da base de Francisco Carlos. O vereador mais votado foi Dr. Regis Yasumura (DEM), que teve 2.782. O DEM e o PR são os partidos com o maior número de vereadores eleitos (2) cada, seguido por PT, PR, PSDB, PPS, PV, PSD, PSB e PSL com um cada.
| Resultado da eleição para a Câmara Municipal de Bauru em 2012 por candidato | Resultado da eleição para a Câmara Municipal de Bauru em 2012 por candidato | Resultado da eleição para a Câmara Municipal de Bauru em 2012 por candidato | Resultado da eleição para a Câmara Municipal de Bauru em 2012 por candidato | Resultado da eleição para a Câmara Municipal de Bauru em 2012 por candidato | Resultado da eleição para a Câmara Municipal de Bauru em 2012 por candidato |
| Candidato                                                                   | Número                                                                      | Partido                                                                     | Votos                                                                       | Porcentagem                                                                 |                                                                             |
| --------------------------------------------------------------------------- | --------------------------------------------------------------------------- | --------------------------------------------------------------------------- | --------------------------------------------------------------------------- | --------------------------------------------------------------------------- | --------------------------------------------------------------------------- |
| Dr. Regis Yasumura                                                          | 25123                                                                       | DEM                                                                         | 2.782                                                                       | 4,23%                                                                       |                                                                             |
| Marcio Almeida                                                              | 23123                                                                       | PPS                                                                         | 2.782                                                                       | 4,23%                                                                       |                                                                             |
| Nei Carteiro                                                                | 12500                                                                       | PDT                                                                         | 2.003                                                                       | 3,05%                                                                       |                                                                             |
| Dr. Marcelo Meirelles                                                       | 45678                                                                       | PSDB                                                                        | 1.543                                                                       | 2,35%                                                                       |                                                                             |
| Orville Teixeira Metropolitan                                               | 43123                                                                       | PV                                                                          | 1.537                                                                       | 2,34%                                                                       |                                                                             |
| Padre Reginaldo                                                             | 22222                                                                       | PR                                                                          | 1508                                                                        | 2,30%                                                                       |                                                                             |
| Cléber Campos                                                               | 10000                                                                       | PRB                                                                         | 1.488                                                                       | 2,26%                                                                       |                                                                             |
| Celão (ello eventos)                                                        | 25888                                                                       | PSD                                                                         | 1.360                                                                       | 2,07%                                                                       |                                                                             |
| Galvão Cezar - Frango                                                       | 25888                                                                       | DEM                                                                         | 1.262                                                                       | 1,92%                                                                       |                                                                             |
| Luizão da Casa de Ração                                                     | 22045                                                                       | PR                                                                          | 1.150                                                                       | 1,75%                                                                       |                                                                             |
| João Pita                                                                   | 40333                                                                       | PSB                                                                         | 1.110                                                                       | 1,69%                                                                       |                                                                             |
| Pedro Sannini                                                               | 45677                                                                       | PSDB                                                                        | 998                                                                         | 1,52%                                                                       |                                                                             |
| Marcus Soliva                                                               | 17000                                                                       | PSL                                                                         | 895                                                                         | 1,36%                                                                       |                                                                             |
| Joaquim Américo                                                             | 25140                                                                       | DEM                                                                         | 873                                                                         | 1,33%                                                                       |                                                                             |
| Decio Pererira                                                              | 43660                                                                       | PV                                                                          | 853                                                                         | 1,30%                                                                       |                                                                             |
| Marcelo da Santa Casa                                                       | 55077                                                                       | PSD                                                                         | 833                                                                         | 1,27%                                                                       |                                                                             |
| Vantuir                                                                     | 13007                                                                       | PT                                                                          | 830                                                                         | 1,26%                                                                       |                                                                             |

| Votos nominais + Legenda | Votos nominais + Legenda | 65.696 | 91,95% |
| Votos nulos              | Votos nulos              | 2.104  | 2,93%  |
| Votos em branco          | Votos em branco          | 3.958  | 5,52%  |
| ------------------------ | ------------------------ | ------ | ------ |

## Análises
A vitória de Francisco Carlos foi resultado de uma das disputas mais apertadas no estado de São Paulo; apenas uma diferença de dois mil votos separou o vencedor, do último colocado, o candidato Dr. João Carlos do PT. No dia 22 de outubro de 2012, Francisco Carlos teve o registro de sua candidatura indeferida pelo TRE-SP (Tribunal Regional Eleitoral). O pedido de barrar a candidatura do tucano foi feito pelas coligações adversárias, alegando que ele foi condenado por improbidade administrativa e teve contas do primeiro mandato rejeitadas pelo Tribunal de Contas de São Paulo. O processo havia sido negado na Justiça Eleitoral da cidade, mas TRE-SP acatou o pedido. No dia 30, porém, teve a candidatura aprovada de forma unânime em nova sessão no tribunal. Com a decisão, ele ficou livre para assumir o cargo dia 1 de janeiro de 2013.